# Illegal
Illegal è il terzo ed ultimo singolo estratto dal secondo album di Shakira in lingua inglese Oral Fixation Vol. 2. La canzone è frutto di una collaborazione con il famoso chitarrista Carlos Santana e fu pubblicata subito dopo l'incredibile successo mondiale ottenuto da Hips Don't Lie. Illegal è stata trasmessa nelle radio statunitensi e canadesi a partire dal 14 novembre del 2006, mentre il video che accompagna il brano è stato presentato due giorni dopo.

## Informazioni sulla canzone
La canzone, che descrive il dolore causato da un tradimento, fu accolta positivamente da parte della critica e fu indicata come l'esempio della crescente abilità di Shakira come compositrice di testi in inglese. Il critico di AllMusic Stephen Thomas Erlewine disse: "Il ritornello di Shakira allude alla hit di Alanis Morissette You Oughta Know (per la strofa "You said you would love me until you died, and as far as I know you're still alive", "avevi detto che mi avresti amata fino alla morte, e da quel che ne so sei ancora vivo"), ma poiché il suo suono è più morbido di quello della Morissette, riesce a portare la sua musica in direzioni inaspettate".
Il singolo avrebbe dovuto essere pubblicato in tutto il mondo, e veniva già trasmesso nelle radio e nei programmi televisivi statunitensi e australiani. Comunque, in seguito all'enorme successo di Hips Don't Lie in questi continenti, il singolo fu cancellato.

## Tracce e formati
CD 1
1. "Illegal" [Album Version] (featuring Carlos Santana) – 03:54
2. "Illegal" [Ali Dee Remix] (featuring Carlos Santana) – 03:49
3. "Obtener un sí" [Album Version] – 03:20

CD 2 (UK Maxi single)
1. "Illegal" [Album Version] (featuring Carlos Santana)
2. "Illegal" [Alee Dee Remix] (featuring Carlos Santana)
3. "La tortura" [Album Version]
4. "La tortura" [CD-Rom Video]

CD 3
1. "Illegal" [Album Version] (featuring Carlos Santana) – 03:54
2. "Illegal" [Ali Dee Remix] (featuring Carlos Santana) – 03:49

Promotional CD (non in vendita)
1. "Illegal" [Johnny Vicious Warehouse Mix] 10:00
2. "Illegal" [Johnny Vicious Warehouse Radio Mix] 3:45
3. "Illegal" [Johnny Vicious Roxy Mix] 8:00
4. "Illegal" [Johnny Vicious Roxy Radio Mix] 4:14
5. "Illegal" [Johnny Vicious Ballroom Mix] 7:28
6. "Illegal" [Johnny Vicious Ballroom Dub] 5:37
7. "Illegal" [Johnny Vicious Electro Mix] 6:10

## Video musicale
Il video per Illegal fu girato a Città del Messico il 17 ottobre 2006, durante una pausa dall'Oral Fixation Tour. Le riprese si svolsero in un giorno intero, e alcuni fan americani e messicani furono invitati ad apparire come comparse. Jaume de Laiguana e Shakira hanno co-diretto il video.
Nel video Shakira interpreta la ragazza di un pugile. Nella maggior parte delle immagini, Shakira è al centro del ring dove precedentemente il suo fidanzato si era scontrato col rivale. Attraverso flashback, lei ricorda i momenti felici della loro relazione, momenti passati in quello stesso luogo. Alla fine del video viene spiegato perché non sono più insieme. Shakira assiste il suo fidanzato mentre gareggia in un campionato. Egli vince, e non sapendo che Shakira è lì, bacia un'altra ragazza salita sul palco con lui, mostrando a Shakira di tradirla. Alla fine si rende conto che la sua ragazza lo sta osservando. Shakira si volta a guardarlo, chiaramente ferita, prima di andarsene.

## Classifiche
| Classifica (2006-07) | Posizione più alta |
| -------------------- | ------------------ |
| Austria              | 9                  |
| Belgio (Fiandre)     | 22                 |
| Belgio (Vallonia)    | 16                 |
| Danimarca            | 27                 |
| Finlandia            | 14                 |
| Germania             | 11                 |
| Irlanda              | 21                 |
| Italia               | 4                  |
| Paesi Bassi          | 7                  |
| Regno Unito          | 34                 |
| Svezia               | 47                 |
| Svizzera             | 10                 |
| Ucraina              | 71                 |